# 나카노 가쓰야
나카노 가쓰야(일본어: 中野 克哉, 1996년 9월 13일~)는 일본의 축구 선수이다.

## 구단 경력
그는 2019년 J2리그의 교토 상가 FC에 입단했다. 2021년까지 33경기에 출전하여, 2득점을 넣었다. 2022년 FC 류큐로 이적했다. 2022년후 J3리그에 강등했다. 2024년 오미야 아르디자로 이적했다. 2024년 J3리그 우승으로 J2리그로 승격했다. 2025년 6월 J3리그의 도치기 SC로 이적했다.